# Атолл (газоконденсатне родовище)
Атолл — офшорне газоконденсатне родовище в єгипетському секторі Середземного моря. Розташоване біля східної частини дельти Ніла на території ліцензійної ділянки North Damietta Offshore.

## Характеристика
Відкрите у 2015 році свердловиною Atoll-1, спорудженою напівзануреним буровим судно Maersk Discoverer в районі з глибиною моря 923 метри. Поклади вуглеводнів виявлено на рівні 6400 метрів під морським дном у відкладеннях олігоцену. Колектори — пісковики з гарними характеристиками.
У 2016 році компанія BP (100 % частка у проекті) розпочала роботи з облаштування родовища, першу продукцію з якого отримали в 2018-му. На першому етапі перевели до розряду експлуатаційних згадану вище свердловину Atoll-1, а також спорудили ще дві, що дозволяло досягнути рівня виробництва у 8,5 млн.м3 на добу. Свердловини були підключені до вже існуючої в районі інфраструктури родовища Таурт, за допомогою якої видобуті вуглеводні надходять на газопереробний завод Вест-Гарбор.
В межах проекту окрім головного трубопроводу передбачалось прокласти 105 км шлангокабелів (umbilical), які з'єднали родовище з узбережжям. Для їх будівництва законтрактували компанію Subsea 7, котра має у своєму розпорядженні такі судна як Seven Borealis (здатне прокладати жорсткі трубопроводи) та тільки що завершене спорудженням Seven Arctic (прокладання гнучких трубопроводів та допоміжних комунікацій).
Запаси родовища оцінюються у 42 млрд.м3 газу та 31 млн.барелів конденсату.